# Цикли сонячної активності

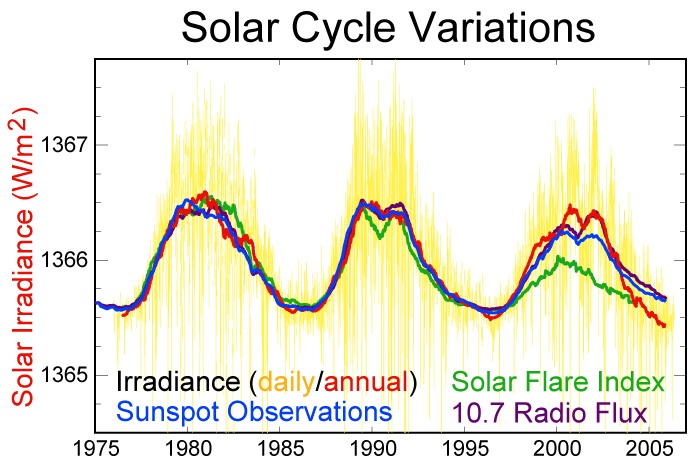

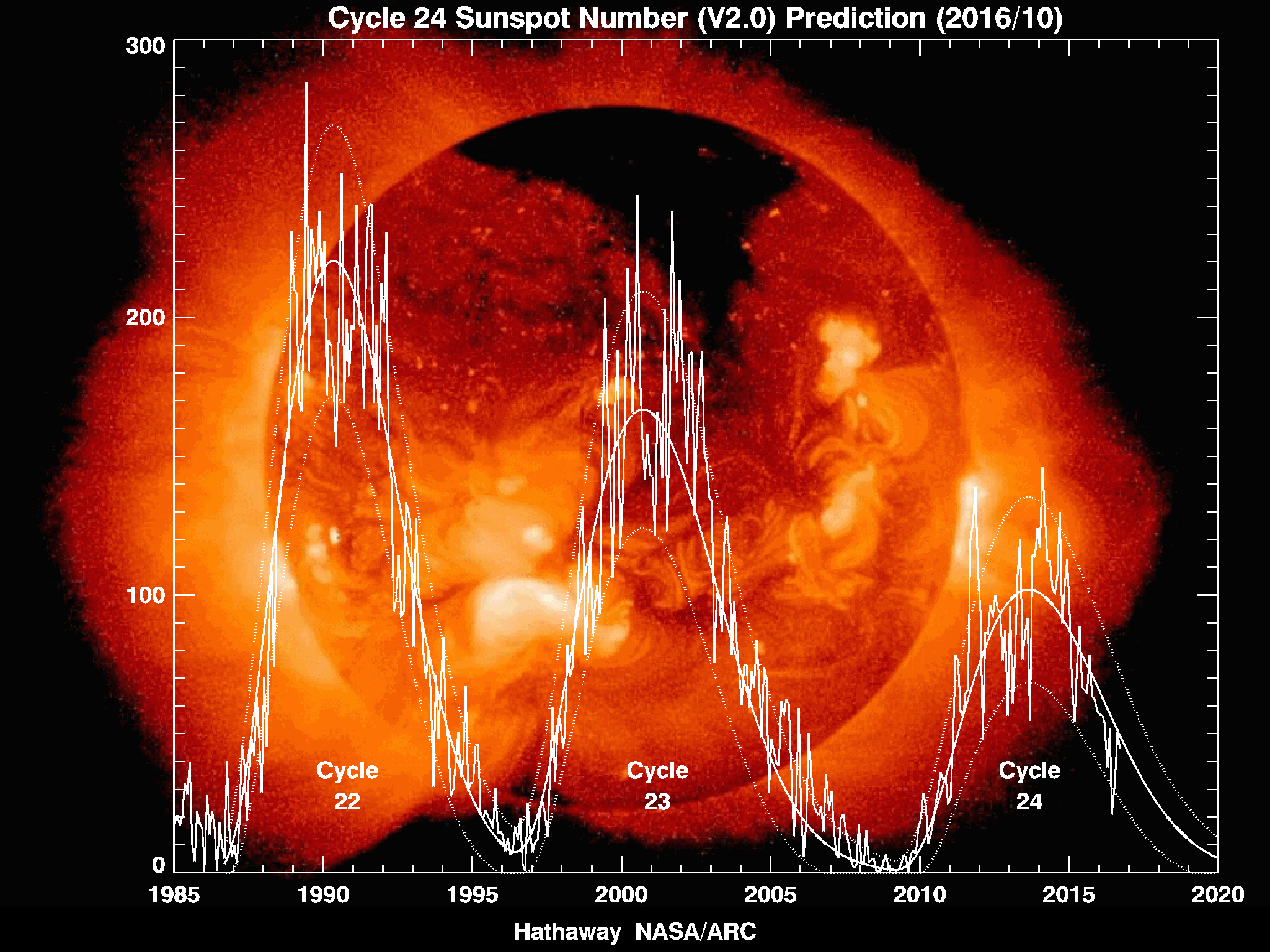

Цикли сонячної активності — це періодичні процеси появи й розвитку на Сонці активних областей, що характеризуються виходом на поверхню сильних магнітних полів. Цикли сонячної активності — періодична 11-річна активізація в сонячній атмосфері з виникненням підвищеної кількості плям, факелів, спалахів, протуберанців і підвищення їх енергії. Деякі дослідники припускають вплив активності Сонця на переміщення в земній корі, землетруси, вулканізм тощо. Комплексні дослідження сонячно-земних зв'язків проводяться в рамках міжнародних досліджень (Міжнародний геофізичний рік та ін.).

## Загальна характеристика
Сонячний цикл охоплює весь диск Сонця й може бути простежений з багатьох явищ у фотосфері, хромосфері й короні Сонця. Однак найбільш наочний прояв Сонячного циклу — зміна з періодом близько 11,2 року числа сонячних плям, що входять до складу активних областей.
У середині 19 століття швейцарський астроном Рудольф Вольф запропонував характеризувати стан сонячної активності відносними числами плям (названих згодом числами Вольфа) W=10g + f, де g — кількість груп плям, f — загальна кількість усіх плям, які є в цей момент на диску Сонця.
Сонячну активність характеризують також сумарною площею плям, потоком радіовипромінювання в сантиметровому діапазоні хвиль та ін. На початку 11-річного циклу, після мінімуму W, плями з'являються досить далеко від сонячного екватора, на широтах близько 30°. Протягом циклу зона плям спускається до екватора до 15° у максимумі W і до 8° у наступному мінімумі. Далі на високих широтах 30° утворяться плями нового циклу. Ці закономірності стосуються й активних областей у цілому. Звичайно плями зустрічаються не поодинці, а групами, у яких вони концентруються переважно навколо двох — ведучої (західної) і замикаючої (східної) плям. Найчастіше магнітні поля ведучої й замикаючої плям мають різну полярність (N і S), причому структура активної області над ними показує, що силові лінії поля як би виходять з однієї плями й входять в іншу.
Протягом одного циклу всі ведучі плями в Північній півкулі мають одну полярність, а в Південній — іншу. У наступному циклі всі полярності міняються на зворотні. Полярні магнітні поля Сонця досягають максимальної, напруженості (1 Е) біля мінімуму циклу й зникають, міняючи знак у полюсів в епохи максимумів 11-літніх циклів. Повернення до однієї й тієї ж магнітної ситуації — певної полярності ведучих плям в обраній півкулі, певного знаку поля біля обраного полюса відбувається тільки через 22 роки, причому першим із вхідних у пару 11-літніх циклів є цикл із парним номером (нульовий номер присвоєний циклу, максимум якого був близько 1750 року). Існує відставання по фазі явищ у полярних областях Сонця й на низьких широтах. Це приводить до відставання приблизно на 5 років від максимуму циклу ряду сонячних і геофізичних явищ, пов'язаних з високоширотним магнітним полем Сонця. Величина періоду циклу 11,2 року (проміжок часу між сусідніми мінімумами або максимумами) має статистичний характер; плями циклу з'являються протягом 12-15 років, період росту активності дорівнює 4,2 року, спаду — 7 рокам. Відносна інтенсивність 11-річних циклів, очевидно, міняється з періодом 80 років.

## Див також
- Список сонячних бур